# アレーナ・ポー
アレーナ・ポー（伊: Arena Po）は、イタリア共和国ロンバルディア州パヴィーア県にある、人口約1,500人の基礎自治体（コムーネ）。

## 地理

### 位置・広がり

#### 隣接コムーネ
隣接するコムーネは以下の通り。括弧内のPCはピアチェンツァ県所属を示す。
- ボズナスコ
- カステル・サン・ジョヴァンニ (PC)
- ピエーヴェ・ポルト・モローネ
- ポルタルベラ
- サン・ゼノーネ・アル・ポー
- スペッサ
- ストラデッラ
- ゼネヴレード
- ゼルボ

### 気候分類・地震分類
気候分類では、zona E, 2628 GGに分類される。
また、イタリアの地震リスク階級 (it) では、zona 3 (sismicità bassa) に分類される
。

## 行政

### 分離集落
アレーナ・ポーには、以下の分離集落（フラツィオーネ）がある。
- Ca' de Ratti, Chieppa, Fabbrica, Fornace, Ghelfa, Monteacuto, Parpanese, Piantà, Plessa, Ripaldina, Salerno, Zappellone